# Лава-ярус
Лава-ярус (рос. лава-ярус, англ. longwall mining method where the face length is equal to the full height of the subpanel1, longwall face the length of which is equal to the part of the level height2, нім. Streb m, dessen Länge einem Teil der Bauhöhe entspricht – 
- 1) Різновид системи розробки пластових покладів лавами за простяганням, при якому в межах крила ярусу по висоті розташована одна лава. Застосовується при панельному способі підготовки пластових покладів к.к. пологого або похилого падіння, малої або середньої потужності. Виймання за схемою Л.-я. ведеться за простяганням у межах крила ярусу переважно зворотним ходом із застосуванням стовпової системи розробки. Див. також лава-поверх.

- 2) Підземна очисна виробка з вибоєм, орієнтованим за падінням покладу к.к., яка має довжину, що дорівнює похилій висоті ярусу. Застосовується при панельній підготовці пластових покладів к.к. пологого або похилого падіння, малої або середньої потужності. Виймання за схемою Л.-я. ведеться за простяганням у межах одного крила панелі, за стовповою системою розробки з попереднім проведенням прилеглих штреків, конвеєрним транспортом к.к. в межах панелі. Л.-я. можуть бути обладнані високопродуктивними агрегатами і механізованими комплексами. Схема вентиляції Л.-я. зворотна.